# Ghassoul
Ghassoul (în arabă غسول) este o comună din provincia El Bayadh, Algeria.
Populația comunei este de 7.880 de locuitori (2008).